# Lista monumentelor ocrotite de stat din raionul Căinari
Lista monumentelor din raionul Căinari cuprinde monumentele patrimoniului cultural de pe teritoriul fostului raion Căinari (de dinaintea reformei administrative din 1998) înscrise în Registrul monumentelor Republicii Moldova ocrotite de stat.
Registrul monumentelor Republicii Moldova ocrotite de stat a fost aprobat prin Hotărârea Parlamentului nr. 1531-XII împreună cu Legea nr. 1530-XII privind ocrotirea monumentelor RM din 22 iunie 1993. În Monitorul Oficial nr. 1 din 1994 a fost publicată doar Legea, fără a include însă și Registrul, care a fost publicat mult mai târziu, la 2 februarie 2010. A nu se confunda cu Registrul arheologic național sau cel al monumentelor de for public, care sunt liste diferite ce vizează doar anumite compartimente ale patrimoniului cultural, întocmite în baza unor legi separate.
Lista completă este menținută și actualizată periodic de către Ministerul Culturii din Republica Moldova, dar înainte ca modificările să intre în vigoare acestea trebuie să fie aprobate de către Parlament. Această listă este menită să cuprindă și actualizările ulterioare.
| Nr. | Localizare                                                             | Denumire | Datare       | Tip   | Însemnătate | Imagine                 | Erori             |
| --- | ---------------------------------------------------------------------- | --- | ------------ | ----- | ----------- | ----------------------- | ----------------- |
| 82  | Căinari 46°40′42″N 29°02′45″E / 46.678255915375°N 29.045696518195°E    | Biserica „Sf. Arhangheli Mihail și Gavriil”                                                                     | sf. sec. XIX | At    | N           | galerie \| Încarcă foto | Raportează eroare |
| 83  | Căinari 46°40′57″N 29°02′50″E / 46.682538017041°N 29.04719245601°E     | Casa memorială „Alexei Mateevici”                                                                               | sf. sec. XIX | Is At | N           | galerie \| Încarcă foto | Raportează eroare |
| 84  | Căinari 46°40′39″N 29°02′25″E / 46.677380771522°N 29.040381873353°E    | Monument jertfelor fascismului. La cimitir                                                                      |              | Is    | N           | galerie \| Încarcă foto | Raportează eroare |
| 85  | Căinari 46°40′47″N 29°02′51″E / 46.679780555658°N 29.047542497132°E    | Monument la mormântul comun al 75 ostași căzuți în 1944                                                         | 1975         | Is    | N           | galerie \| Încarcă foto | Raportează eroare |
| 86  | Căinari 46°40′35″N 29°03′04″E / 46.676314387061°N 29.050989561262°E    | Monument la mormântul comun al 12 ostași căzuți în 1944                                                         |              | Is    | N           | galerie \| Încarcă foto | Raportează eroare |
| 88  | Alexandrovca                                                           | Monument în memoria consătenilor căzuți în război (1941-1945)                                                   |              | Is    | L           | Încarcă foto            | Raportează eroare |
| 89  | Baimaclia 46°35′30″N 29°05′38″E / 46.591632233321°N 29.094026844022°E  | Biserica „Sf. Dumitru”                                                                                          | 1910         | At    | N           | Încarcă foto            | Raportează eroare |
| 90  | Baimaclia                                                              | Monument la mormântul comun al ostașilor căzuți în 1944                                                         |              | Is    | N           | Încarcă foto            | Raportează eroare |
| 91  | Batîr 46°34′42″N 28°59′55″E / 46.578411592653°N 28.998662139777°E      | Biserica „Sf. Arhanghel Mihail”                                                                                 | 1912         | At    | N           | galerie \| Încarcă foto | Raportează eroare |
| 92  | Batîr                                                                  | Monument la mormântul comun al ostașilor și în memoria consătenilor căzuți în război (1941-1945)                |              | Is    | N           | Încarcă foto            | Raportează eroare |
| 95  | Cărbuna 46°42′34″N 28°56′55″E / 46.709416666667°N 28.948611111111°E    | Biserica „Sf. Arhanghel Mihail”                                                                                 | 1894         | At    | N           | Încarcă foto            | Raportează eroare |
| 96  | Cigîrleni 46°45′26″N 28°49′27″E / 46.757266618239°N 28.82405452953°E   | Biserica „Adormirea Maicii Domnului”                                                                            | 1910         | At    | N           | galerie \| Încarcă foto | Raportează eroare |
| 97  | Cigîrleni 46°45′22″N 28°49′25″E / 46.755999610285°N 28.823527846992°E  | Monument la mormântul comun al ostașilor și în memoria consătenilor căzuți în război (1941-1945)                |              | Is    | N           | galerie \| Încarcă foto | Raportează eroare |
| 98  | Ciuflești 46°37′29″N 28°59′58″E / 46.6245929217°N 28.999499230471°E    | Biserica „Sf. Cuvioasă Paraschiva”                                                                              | 1940         | At    | N           | Încarcă foto            | Raportează eroare |
| 99  | Ciuflești                                                              | Monument în memoria consătenilor căzuți în război (1941-1945)                                                   |              | Is    | L           | Încarcă foto            | Raportează eroare |
| 101 | Cîrnățenii Noi 46°38′51″N 29°08′35″E / 46.6473945°N 29.14292°E         | Monument la mormântul comun al ostașilor și în memoria consătenilor căzuți în război (1941-1945)                |              | Is    | N           | galerie \| Încarcă foto | Raportează eroare |
| 103 | Coșcalia 46°41′36″N 29°09′36″E / 46.693289306099°N 29.159964255517°E   | Biserica „Sf. Arhanghel Mihail”                                                                                 | 1810         | At    | N           | Încarcă foto            | Raportează eroare |
| 104 | Coșcalia                                                               | Monument în memoria consătenilor căzuți în război (1941-1945)                                                   |              | Is    | L           | Încarcă foto            | Raportează eroare |
| 105 | Coșcalia                                                               | Monument la mormântul comun al 8 ostași căzuți în 1944                                                          |              | Is    | N           | Încarcă foto            | Raportează eroare |
| 106 | Gangura 46°43′53″N 29°00′45″E / 46.73137289858°N 29.012611129227°E     | Biserica „Sf. Arhanghel Mihail”                                                                                 | 1828         | At    | N           | galerie \| Încarcă foto | Raportează eroare |
| 107 | Gangura 46°43′46″N 29°00′56″E / 46.729573961111°N 29.015464788889°E    | Monument la mormântul comun al ostașilor și în memoria consătenilor căzuți în război (1941-1945)                |              | Is    | N           | galerie \| Încarcă foto | Raportează eroare |
| 109 | Nicolaevca 46°46′29″N 29°12′31″E / 46.774698968948°N 29.208690481126°E | Monument la mormântul ostașilor și în memoria consătenilor căzuți în război (1941-1945)                         |              | Is    | N           | galerie \| Încarcă foto | Raportează eroare |
| 110 | Pervomaisc 46°42′02″N 29°05′07″E / 46.700464990701°N 29.085268136781°E | Monument la mormântul comun al ostașilor căzuți în 1944 și în memoria consătenilor căzuți în război (1941-1945) |              | Is    | N           | galerie \| Încarcă foto | Raportează eroare |
| 111 | Răzeni 46°46′03″N 28°54′17″E / 46.767434063662°N 28.904655746853°E     | Biserica „Sf. Arhangheli Mihail și Gavriil”                                                                     | 1885         | At    | N           | galerie \| Încarcă foto | Raportează eroare |
| 112 | Răzeni 46°46′10″N 28°53′45″E / 46.769424456453°N 28.895774387395°E     | Monument la mormântul comun al ostașilor și în memoria consătenilor căzuți în război (1941-1945)                |              | Is    | N           | galerie \| Încarcă foto | Raportează eroare |
| 113 | Sagaidacul Nou 46°41′20″N 28°50′44″E / 46.688942°N 28.845681°E         | Monument la mormântul ostașilor și în memoria consătenilor căzuți în război (1941-1945)                         |              | Is    | N           | galerie \| Încarcă foto | Raportează eroare |
| 115 | Surchiceni                                                             | Monument la mormântul comun al ostașilor și în memoria consătenilor căzuți în război (1941-1945)                |              | Is    | N           | Încarcă foto            | Raportează eroare |
| 116 | Taraclia 46°34′11″N 29°07′00″E / 46.569692323159°N 29.116659931888°E   | Biserica „Sf. Arhangheli Mihail și Gavriil”                                                                     | 1848         | At    | N           | Încarcă foto            | Raportează eroare |
| 117 | Taraclia 46°34′10″N 29°06′58″E / 46.569570047532°N 29.116116999578°E   | Monument în memoria consătenilor căzuți în război (1914-1918)                                                   | 1933         | Is    | L           | Încarcă foto            | Raportează eroare |
| 118 | Taraclia 46°34′13″N 29°07′00″E / 46.570244207743°N 29.116753047856°E   | Monument la mormântul comun al 141 ostași căzuți în 1944                                                        |              | Is    | N           | Încarcă foto            | Raportează eroare |
| 121 | Zolotievca 46°44′11″N 29°11′26″E / 46.736493956718°N 29.190603613073°E | Monument la mormântul comun al 5 ostași căzuți în 1944                                                          |              | Is    | N           | galerie \| Încarcă foto | Raportează eroare |